# Yulenia
Yulenia là một chi bọ cánh cứng trong họ Chrysomelidae.
Chi này được miêu tả khoa học năm 1886 bởi Jacoby.

## Các loài
Các loài trong chi này gồm:
- Yulenia basipennis Weise, 1912
- Yulenia corporaali Joilvet, 1952
- Yulenia divisa Jacoby, 1904
- Yulenia flavofasciata (Jacoby, 1893)
- Yulenia marginata (Jacoby, 1886)
- Yulenia plagipennis Weise, 1912